# 天海由梨奈
天海由梨奈（日语：／ Amami Yurina，1996年7月7日—）是日本的女性聲優，神奈川縣出身。81 Produce所屬。

## 人物
2014年獲得第8回81試鏡會的優秀賞、賞與NOTTV賞。
2017年4月1日開始為81 Produce的新人。
2017年在手機遊戲《勇氣之劍×火焰之魂》中的角色聲音甄選中得獎，並獲得演出艾莉絲這個角色的機會。

## 演出作品
※粗體字為主要角色。

### 電視動畫
2017年
- 靈契
- 黑色推銷員NEW（成員）
- 狐妖小紅娘
- Fate/Apocrypha（小孩C[3]）
- URAHARA（群眾[4]）
- 側車搭檔（女子C）

2018年
- （紅紅）
- 沒有心跳的少女 BEATLESS（女子B[5]、女學生B）
- 三次元女友 REAL GIRL（學生女、女學生、女子學生、中學生、男學生）
- 偶像活動Friends！（女孩子）
- 星光頻道（栗原環、女孩子）
- 千銃士（街上的女性）
- 遙的接球（リベロ）
- 音樂少女（女高中生、客）
- 蒼天之拳 REGENESIS 第2期（孤兒7）
- 天空與海洋之間（宇宙船內廣播、廣播）

2019年
- 三次元女友 REAL GIRL 第2期（副委員長）
- 一個人的○○小日子（須戶禮翔、古文老師）
- 星光王子 KING OF PRISM -Shiny Seven Stars-（小孩、女子）

2020年
- 戀愛小行星（早川加代子）
- 22/7（工作人員）
- 籃球少年王（九頭龍高中女子社員）
- 歌舞伎町夏洛克（凱西）
- 異種族風俗娘評鑑指南（米古）
- 昨日之歌（畢業生）[6]
- 格萊普尼爾（後輩）
- 科學超電磁砲T（黑辣妹）
- 棒球大聯盟2nd（網球部女子A）
- 池袋西口公園（記者）

2021年
- 搖曳露營△ SEASON2（小孩們）
- 奇蛋物語 Wonder Egg Priority（女學生）
- 堀與宮村（女學生）
- 不要欺負我，長瀞同學（女子）
- 偵探已經，死了。（空姐）
- BLUE REFLECTION RAY/澪（少女）
- IDOLiSH7 Third BEAT!（女高中生A）
- 百萬噸級武藏（操作員）
- 星光魔法
- 橘色榮耀！（山梨冰球俱樂部選手）
- 一杆青空（短篇動畫）（遙[7]）
- 艾梅洛閣下II世事件簿 -魔眼蒐集列車 Grace note- 特別篇（女學生）

2022年
- 式守同學不只可愛而已（女學生、女主播、辣妹1）
- Healer Girl 歌癒少女（小孩們）
- 處刑少女的生存之道（小孩）
- 舞伎家的料理人（舞伎、女學生）
- 金裝的維爾梅～瀕臨留級的學生與最強災害掉入魔法世界～（庫莉絲·維斯特蘭多[8]）
- 機動戰士鋼彈 水星的魔女（女學生）
- 後宮之烏（徐成）
- 我想成為影之強者！（路人暗影護衛）

2023年
- 關於我在無意間被隔壁的天使變成廢柴這件事（女學生）
- 大雪海的卡納（盜賊團少年）
- 百萬噸級武藏 第2期（瑪爾、女醫）
- 屍體如山的死亡遊戲（夏古魯亞〈幼年〉、小孩們）
- 機動戰士鋼彈 水星的魔女 Season 2（學生）
- 藍色管弦樂（管弦樂部員）
- 帶著智慧型手機闖蕩異世界。2（艾瑪）
- 【我推的孩子】（SNS的聲音）
- 七魔劍支配天下（女學生）
- AI電子基因（和香）
- 超超超超超喜歡你的100個女朋友（愛城戀太郎（0歲））

2024年
- 我內心的糟糕念頭 第2期（優香）
- 蔚藍檔案 The Animation（太妹A）
- 我的妻子不具感情（女性、貓、さち、店員）
- 學姊是男孩（店員）
- 再見龍生，你好人生（菲歐[9]）
- 魔法光源股份有限公司（槙野茜[10]）
- 魔王2099（魔法街市民C）

2025年
- 一杆青空（茜遙[11]）
- 超超超超超喜歡你的100個女朋友 第二期（少年）
- 賽馬娘 蘆毛灰姑娘（千明代表[12]）
- 帝乃三姊妹意外地容易相處。（帝乃一輝[13]）

### 遊戲
2015年
- 新約Arcana Slayer（米賽蘿特、塔帕莎）

2017年
- 幻獸姬（阿撒托斯[14]）
- Smash & Magic（緹爾[15]）
- 東京Dragon City（近藤勇、貂蟬、恩普莎、亞普薩拉斯、西迪）
- 卡巴拉島～我想成為召喚士～（薩西安娜[16]）
- 勇氣之劍×火焰之魂（艾莉絲[17]）

2018年
- 刀使之巫女 刻印閃爍的燈火（小池彩矢[18]）
- 天華百劍-斬（鬼神丸國重）
- 問答RPG 魔法使與黑貓維茲（希特拉‧涅普爾）

2022年
- 緋染天空 Heaven Burns Red（東城司）
- 賽馬娘Pretty Derby（千明代表 [19]）

### 外語配音
- 以你的名字呼喚我（2018年、女子3[20]）

### 廣播劇CD
- THE IDOLM@STER CINDERELLA GIRLS WILD WIND GIRL 5卷特裝版附贈CD（女A）
- Letters from Tokyo[21]
- 彈珠汽水瓶裡的千歲同學（七瀨悠月[22]）

### 複合型企劃
- MILGRAM -ミルグラム- (看守-エス)

### 其他
- Fresh夏Fes隊2017[23]
- Special Movie（空）[24]
- Project:;COLD（2020年、佐久間ヒカリ[25]）

## 外部連結
- 事務所官方簡歷（页面存档备份，存于）（日語）
- 天海由梨奈的X（前Twitter）（日語）